# 帕纳约蒂斯·拉法扎尼斯
帕纳约蒂斯·拉法扎尼斯（希臘語：Παναγιώτης Λαφαζάνης；1951年11月19日—），是希臘的政治家，人民團結前任领袖，希腊共产党与激进左翼联盟的前成員。
拉法扎尼斯在埃莱夫西纳出生，並在雅典大学修讀數學。2015年希腊立法选举中，他被希臘總理阿列克西斯·齊普拉斯委任為生產改造、環境與能源部長。由於他在2015年7月11日違反激进左翼联盟與独立希腊人聯盟的決定，對希臘國債危機的緊縮措施投下棄權票，令他在2015年7月17日內閣改組中被撤去職務。拉法扎尼斯最後在8月21日連同25名議員脫離激进左翼联盟，自組新政黨人民團結。